# Monte Cara
O Monte Cara é uma elevação na ilha de São Vicente, Cabo Verde, com 490 metros de altitude, a oeste da baía do Porto Grande, em frente à cidade do Mindelo, capital da ilha.  É uma das 7 maravilhas de Cabo Verde e, considerada por muitos a 1ª.
O Monte Cara, que deve o seu nome ao facto do seu recorte fazer lembrar um rosto humano olhando o céu, é o ex libris da cidade do Mindelo. Também já foi chamado Monte Washington ou Cabeça de Washington.